# Semovente da 90/53
Semovente da 90/53 — итальянская самоходная артиллерийская установка (САУ) времён Второй мировой войны, класса противотанковых САУ, средняя по массе. Создана в 1942 году на базе среднего танка M14/41 для действий на Восточном фронте.

## История
В 1941-42 годах на Восточном фронте итальянские войска столкнулись с советскими танками Т-34 и КВ-1 имевшими мощную броню. 47-мм орудие установленное на немногочисленных итальянских самоходках, участвовавших в боях в СССР, было просто бесполезно против них. Если у немцев имелось противодействие советским машинам в виде 88-мм зенитки Flak. 37, а также многочисленных противотанковых самоходок, то их союзникам итальянцам, имевшим куда более слабую бронетехнику и артиллерию, надо было полагаться на собственные средства. Работа над самоходным истребителем танков началась в 1942 году на предприятиях Ansaldo. Для упрощения производства итальянцы поступили весьма просто. На шасси новейшего тогда среднего танка M14/41 было установлено очень эффективное зенитное орудие Cannone da 90/53 образца 1939 года калибра 90-мм, хорошо зарекомендовавшее себя в боях Северной Африки. Самоходное орудие получило обозначение Semovente da 90/53. Длинное орудие было установлено в задней части шасси в полуоткрытой рубке, в виду чего само шасси пришлось переработать, переместив двигатель в среднюю часть и оставив отделение управления в передней части корпуса. В дополнение к ним в 1942 году были построены 15 командирских машин Carro сomando M14/41 per 90/53.
Создание самоходной установки затянулось. Испытания первые образцы прошли только в октябре 1942 года. Орудие было довольно грозным. 10 килограммовый снаряд, имевший начальную скорость 840 метров в секунду, без труда пробивал броню в 140 мм с 500 метров. Пока шло освоение производства Semovente da 90/53, 8-я итальянская армия потерпела под Сталинградом полный разгром, а её уцелевшие остатки были возвращены в Италию весной 1943 года и на Восточный фронт 30 построенных самоходок так и не попали. В Италии они были сведены в 5 групп по 6 единиц и примерно 24 самоходки были перебазированы на Сицилию, где в июле 1943 года высадились союзники.
Некоторые из самоходок на Сицилии были захвачены союзниками.
После выхода Италии из войны оставшиеся 6 единиц были захвачены немецкими войсками, оккупировавшими север Италии и получили обозначение Gepanzerte Selbstfahrlafette mit 90/53 801(i). Они были задействованы в боях против союзников в 1944 году.
На сегодняшний день известно об одном уцелевшем экземпляре Semovente da 90/53, который сейчас находится в музее бронетехники на полигоне в Абердине в США.

## Состояла на вооружении
- Италия
- Нацистская Германия — 6 единиц